# 北海道道465号金山幾寅停車場線

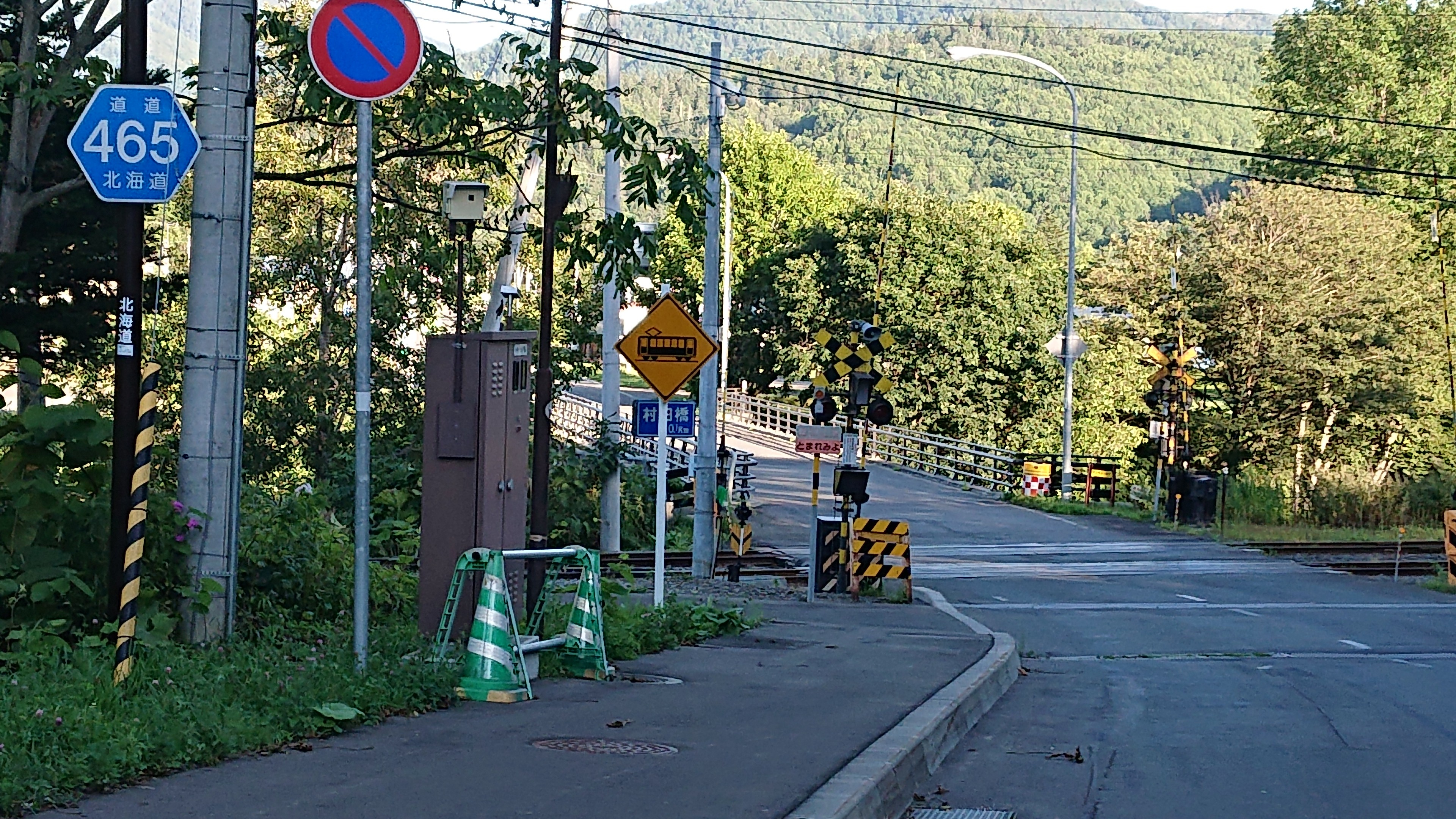
北海道道465号金山幾寅停車場線（南富良野町金山）

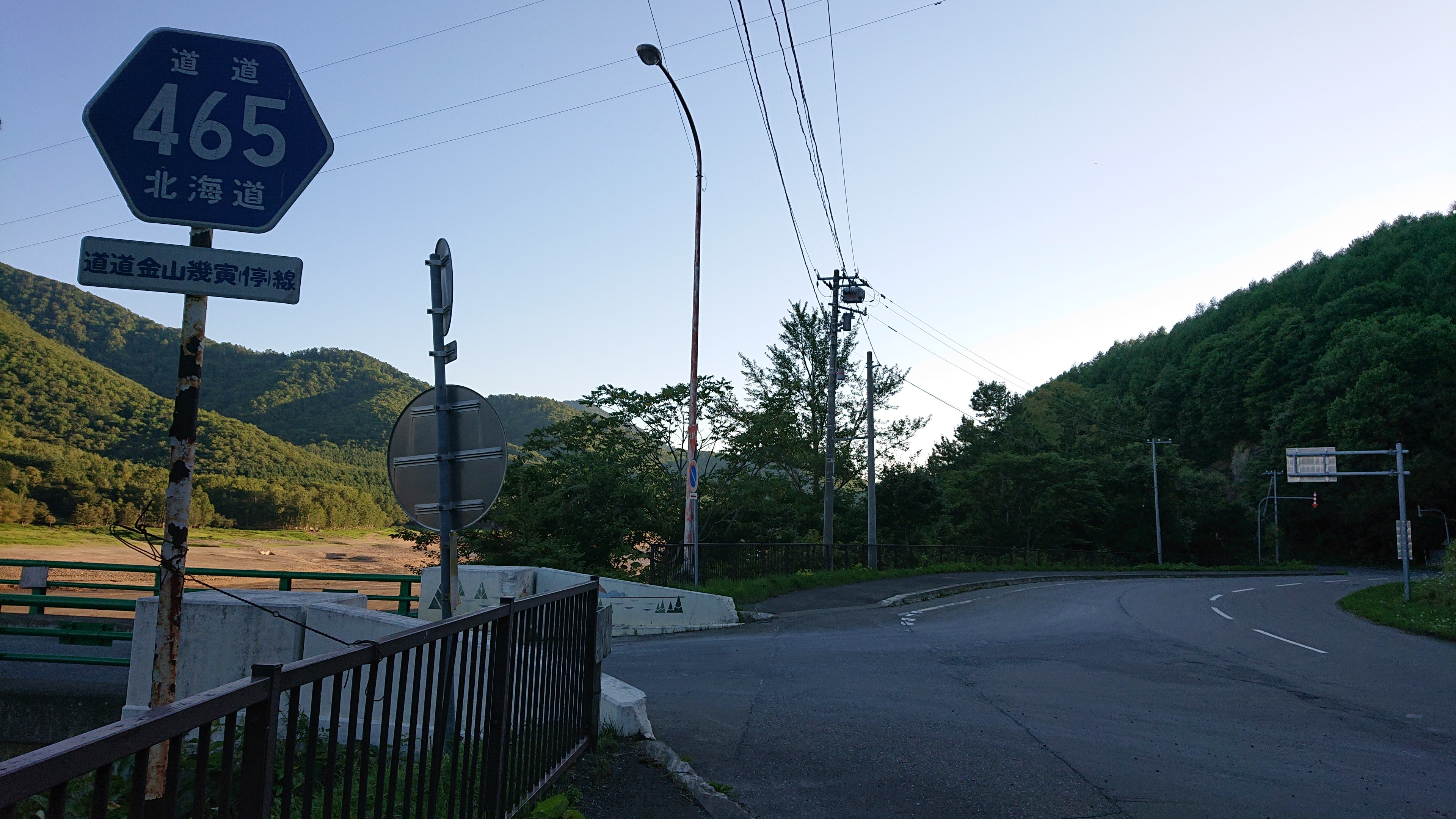
北海道道465号金山幾寅停車場線（南富良野町東鹿越）

北海道道465号金山幾寅停車場線（ほっかいどうどう465ごう かなやまいくとらていしゃじょうせん）は、北海道空知郡南富良野町内を結ぶ一般道道（北海道道）である。

## 概要

### 路線データ
- 起点：北海道空知郡南富良野町字金山（国道237号交点）
- 終点：北海道空知郡南富良野町字幾寅（JR北海道 根室本線 幾寅駅跡）
- 総延長：19.365 km[1][注釈 1]
- 実延長：18.406 km[1][注釈 1]
- 重用延長：0.959 km[1][注釈 1]

### 道路管理者
- 上川総合振興局 旭川建設管理部 富良野出張所

## 歴史
- 1963年（昭和38年）10月23日 - 路線認定[2]。

## 路線状況

### 重複区間
- 国道38号（南富良野町字幾寅）

### 道路施設

#### 主な橋梁
- 伊勢橋（124 m、空知川、南富良野町字幾寅）

#### 道の駅
- 道の駅南ふらの

## 地理

### 通過する自治体
- 上川総合振興局
  - 空知郡南富良野町

### 交差する道路
南富良野町
- 国道237号 - 字金山（起点）
- 国道38号 - 字幾寅（重複）
- 北海道道1030号石勝高原幾寅線 - 字幾寅

### 沿線にある施設など
南富良野町
- 金山ダム